# Prinzenhöhle (Kyffhäuser)
Die Prinzenhöhle ist eine Klufthöhle im Zechsteingips. Sie befindet sich im Kyffhäuser, in der Nähe von Bad Frankenhausen.

## Geographische Lage
Die Prinzenhöhle liegt im Kyffhäuser. Sie befindet sich in der Nähe der Straße zwischen Bad Frankenhausen und Rottleben und kann nur durch einen Trampelpfad erreicht werden. Etwa 1 Kilometer westlich befindet sich die Barbarossahöhle.